# Conny-Land
Conny-Land est un parc d'attractions et un parc animalier situé à Lipperswil, dans la commune de Wäldi, en Suisse. Avec plus de 4 hectares de surface, il est le plus grand parc d'attractions du pays.

## Le parc d'attractions
Conny-Land comprend une quinzaine d'attractions dont Cobra, des montagnes russes ouvertes en 2010 pour un coût de trois millions de francs suisses.
- Auto-Scooter - Autos tamponneuses
- Bahnhof - Train panoramique
- Cobra - Montagnes russes navette de Pax
- Cobralino - Montagnes russes junior
- Dino-Park - Parcours scénique sur le thème des dinosaures
- Elefanten-Karussell - Manège d'éléphants
- Free Fall Tower - Tour de chute de Moser's Rides
- Hochseil-Bahn - Sky flyer de Heege Freizeittechnik
- Mini Cars - Karting junior
- Piraten-Schiff - Bateau à bascule de Zamperla
- Pony-Reiten - Chevaux Galopants
- Riesenrutsche - Toboggan
- Robo-Soldier - Simulateur de mouvements
- Schatzhöle - Aire de jeu
- Space Shot Tower - Space Shot de S&S Worldwide
- Voodoo Island - Splash Battle de ABC Engineering
- Wild-Wasserbahn - Bûches
- Springburg - Structure gonflable

## Le parc animalier

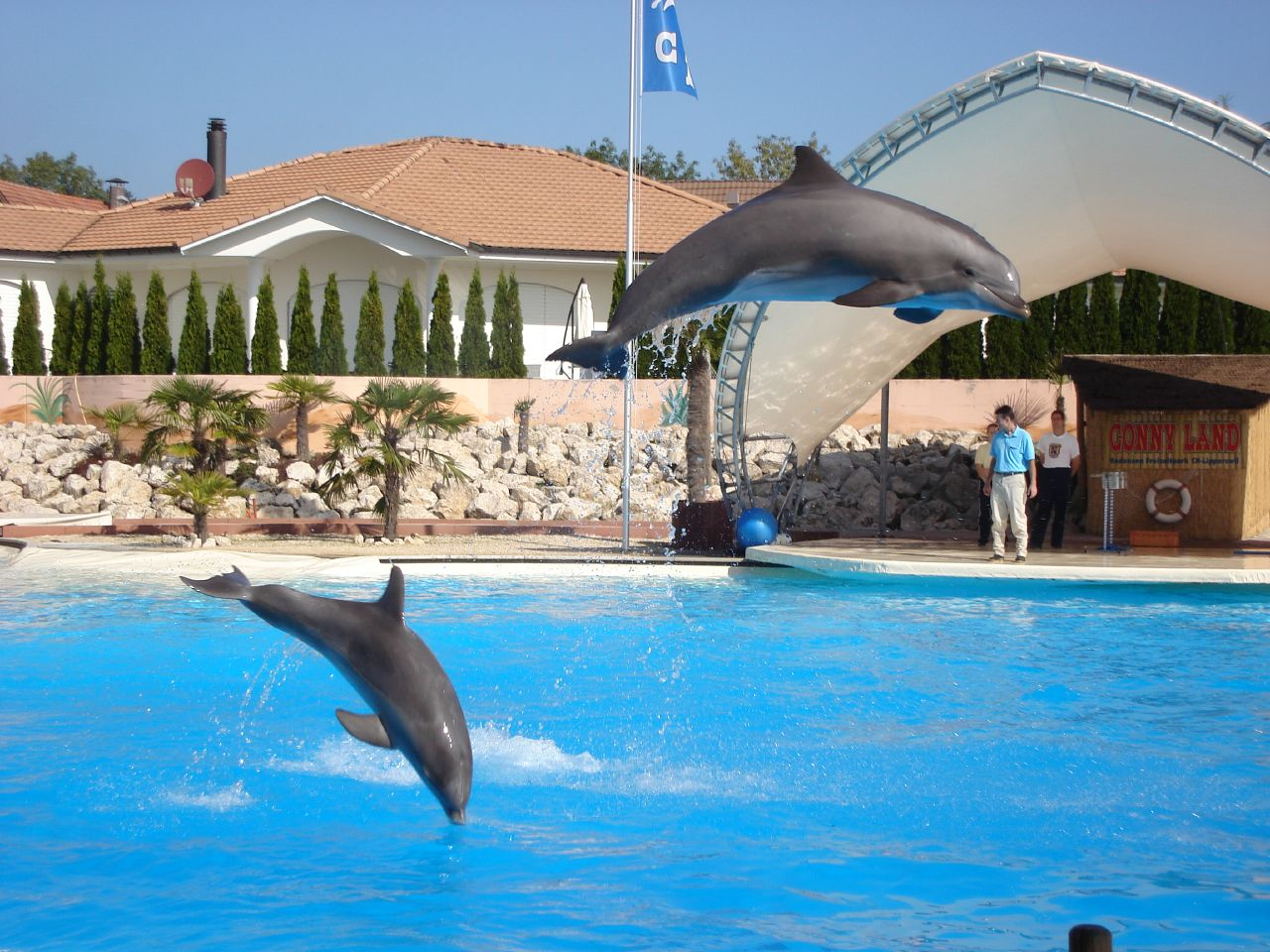
Spectacle de dauphins

Vers 1981, le parc reçut un jeune orque mâle nommée Dzul-ha, qui resta environ 1 an à Conny-Land avant de déménager au Mexique en 1982, à l'Aquarama on Parade.
Le parc comprend un lagon en plein air, dans laquelle a lieu le Delphin-Show, un spectacle avec des dauphins. Elle mesure 81 mètres de long 35 mètres de large. Elle a une capacité de 13 millions de litres d'eau et  est bordée de palmiers et d'une plage de sable. Il y a aussi mini ferme accessible aux visiteurs. Le parc propose plusieurs autres spectacles mettant en scène leurs animaux comme le Papageien-Show avec des perroquets et le Seelöwen-Show avec des lions de mer.
Conny-Land a été critiqué par les militants des droits des animaux à plusieurs reprises. Le parc a déploré la mort de sept dauphins entre 2008 et 2011,,,. Après l'interdiction de l'importation de dauphins en Suisse acceptée par le parlement en mai 2012, les trois dauphins restants ont quitté Conny-Land après un dernier spectacle présenté le 20 octobre 2013. Ils ont été replacés dans d'autres delphinariums.